# 折井孝男
折井 孝男（おりい たかお、1952年 -）は、日本の元サッカー指導者、病院薬剤師。元サッカー日本女子代表監督。

## サッカー指導者として
ハンガリーや西ドイツでコーチ研修を修了し、FCジンナンで指導者として活動。
1984年10月に、サッカー日本女子代表が中国遠征のために1981年以来3年ぶりに編成された。そして、折井がこの遠征で日本代表の指揮を執った。この遠征で、日本代表はイタリア代表とオーストラリア代表の2チームと計3試合戦ったが3試合とも敗れた。

## 病院薬剤師として
NTT東日本関東病院薬剤部長、河北総合病院薬剤部長、東京医療保健大学大学院臨床教授、東京大学医学部附属病院将来計画推進室・大学病院医療情報ネットワーク薬剤小委員長、日本病院薬剤師会理事・国際交流委員会委員長、日本ジェネリック医薬品・バイオシミラー学会理事、日本医療薬学会代議員、日本医薬品情報学会代議員、国際病院認証支援機構理事などを務める。